# Eudule leopardina
Eudule leopardina là một loài bướm đêm trong họ Geometridae.